# 내 꿈은 라이언
《내 꿈은 라이언》은 2020년 9월 1일부터 2020년 11월 20일까지 방송된 카카오TV 오리지널 예능이다.

## 개요
전국의 '흙수저' 마스코트들이 세계 최초의 마스코트 예술 종합학교 '마예종'에 입학해 펼치는 도전을 담은 서바이벌 콘텐츠

## 출연진

### 교직원
- 김희철 - 학생주임
- 심형탁 - 담임
- 최유정 - 교생 (1회 ~ 5회)
- 이나은 - 교생 (6회 ~ 13회)
- 미연&우기 - 교생 (14회 ~ 16회)

### 학생
- 꿈돌이
- 바우
- 범이, 곰이
- 부천핸썹
- 빠망
- 샤모
- 위니
- 이야기할아버지
- 콘파카
- 힐리
- 빅토

### 특별 출연
- 홍잠언 - 장기자랑 대결 시간의 특별 심사위원 나왔다.
- 홀맨 - 6회와 7회에 나왔다.
- 로티&로리, 롤롤언니 - 중간고사 특별 심사위원으로 나왔다.
- 크렁크 - YG 셀럽베어. 마예종 학생들과 대결을 하려고 나왔다.
- 신정인 - 롯데월드 쇼 운영 총감독. 기말고사 특별 심사위원으로 나왔다.
- 김보통 - 웹툰 아만자의 작가. 기말고사 특별 심사위원으로 나왔다.

## 회차별 제목
| 2020년 | 2020년    | 2020년                                                                      |
| 회차   | 방송일    | 부제                                                                        |
| ------ | --------- | --------------------------------------------------------------------------- |
| 1      | 9월 1일   | 마스코트에게 새 생명을!                                                     |
| 2      | 9월 4일   | 태릉에서도 탐낼 마스코트 최강 근수저는 누구?                                |
| 3      | 9월 8일   | 어차피 센터는 최유정? 선생님 VS 마스코트의 찐 센터 대결!                    |
| 4      | 9월 11일  | 진안 BTS, 복고감성 꿈돌이 출격! 맵고도 치열한 첫 수행평가! 결과는?          |
| 5      | 9월 15일  | 599세 모쏠 산신령 VS 애아빠 독수리, 수행평가 최우수 학생은?                 |
| 6      | 9월 18일  | NEW 교생쌤 이나은! 레트로王 꿈돌이, 애아빠 위니와 특별한 인연이?            |
| 7      | 9월 22일  | 외계 선배 꿈돌이의 자비없는 텃세 모먼트! 전학생 빅토의 운명은?              |
| 8      | 9월 25일  | “친구들아 우리들을 기억해줘!” 짠내 폭발한 흙수저 마스코트들의 퍼레이드 도전 |
| 9      | 10월 2일  | 흙수저를 벗어나기 위한 첫 관문, 지옥의 중간고사 START!                      |
| 10     | 10월 9일  | 마예종에 울려 퍼진 유급생의 절규!😱 "살려주세요ㅠㅠ"                        |
| 11     | 10월 16일 | 홀맨 is Back!! 홀맨Oi ➀⑧년만ㅇㅔ 돌아왔ㄷr_☆                                |
| 12     | 10월 23일 | 마예종 가을운동회에서 신규 초능력자 발생! 초능력 집단감염 주의!             |
| 13     | 10월 30일 | 한국에서 가장 춤 잘 추는 곰이 나타났다?! 마예종을 지켜라!                   |
| 14     | 11월 6일  | 마예종 수석 졸업생이 되기 위한 최종 관문! <기말고사> 시험 현장 전격 공개!   |
| 15     | 11월 13일 | 꿈돌이의 히든카드🍀 꿈순이 등장! 기말고사장을 뒤집어 놓으셨다!              |
| 16     | 11월 20일 | 제2의 라이언 탄생을 알린다!🚩 마예종 수석 졸업생은 누구!?                   |

## OST
다음은 오리지널 사운드트랙(OST) 싱글 앨범에 포함된 곡들이며, 정렬기준은 출시 순입니다.

### OST
| #            | 제목                               | 작사                           | 작곡         | 재생 시간 |
| ------------ | ---------------------------------- | ------------------------------ | ------------ | --------- |
| 1.           | 〈붐 치키 (BOOM CHI KI)〉 (위클리) | MAVAGE, YONG, 굿초이스, 신지윤 | MAVAGE       | 2:00      |
| 2.           | 〈붐 치키 (BOOM CHI KI) (Inst.)〉  |                                | MAVAGE       | 2:00      |
| 총 재생 시간 | 총 재생 시간                       | 총 재생 시간                   | 총 재생 시간 | 4:00      |

## 같이 보기
- 카카오M